# Eutanyacra jucunda
Eutanyacra jucunda là một loài tò vò trong họ Ichneumonidae.